# Aumônerie de Saint-Martin

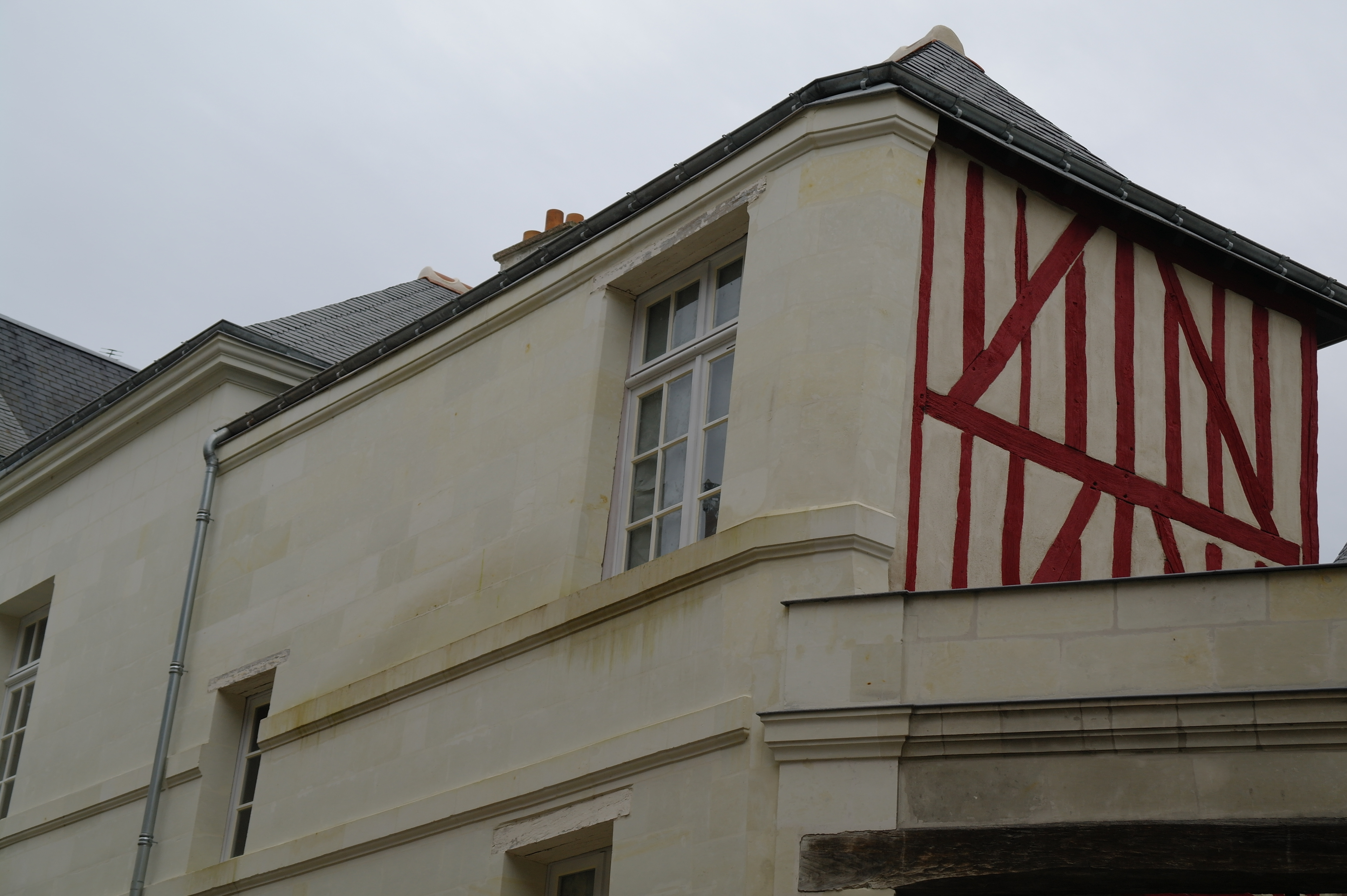
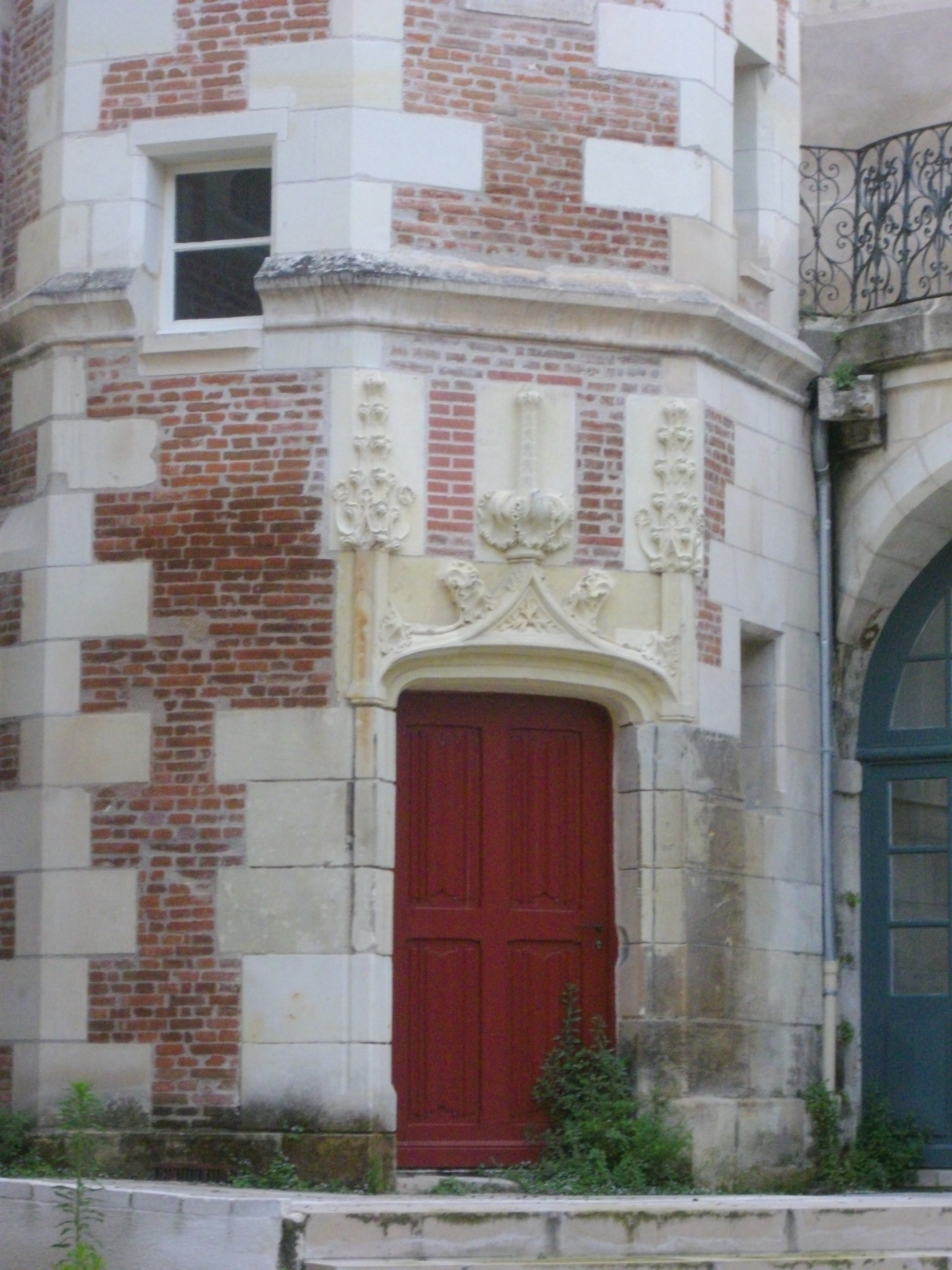

L'Aumônerie de Saint-Martin est situé à Tours dans le Vieux-Tours, au 5 rue Rapin. Le monument fait l’objet d’une inscription au titre des monuments historiques depuis 1946.